# Socialdemocràcia de Polònia

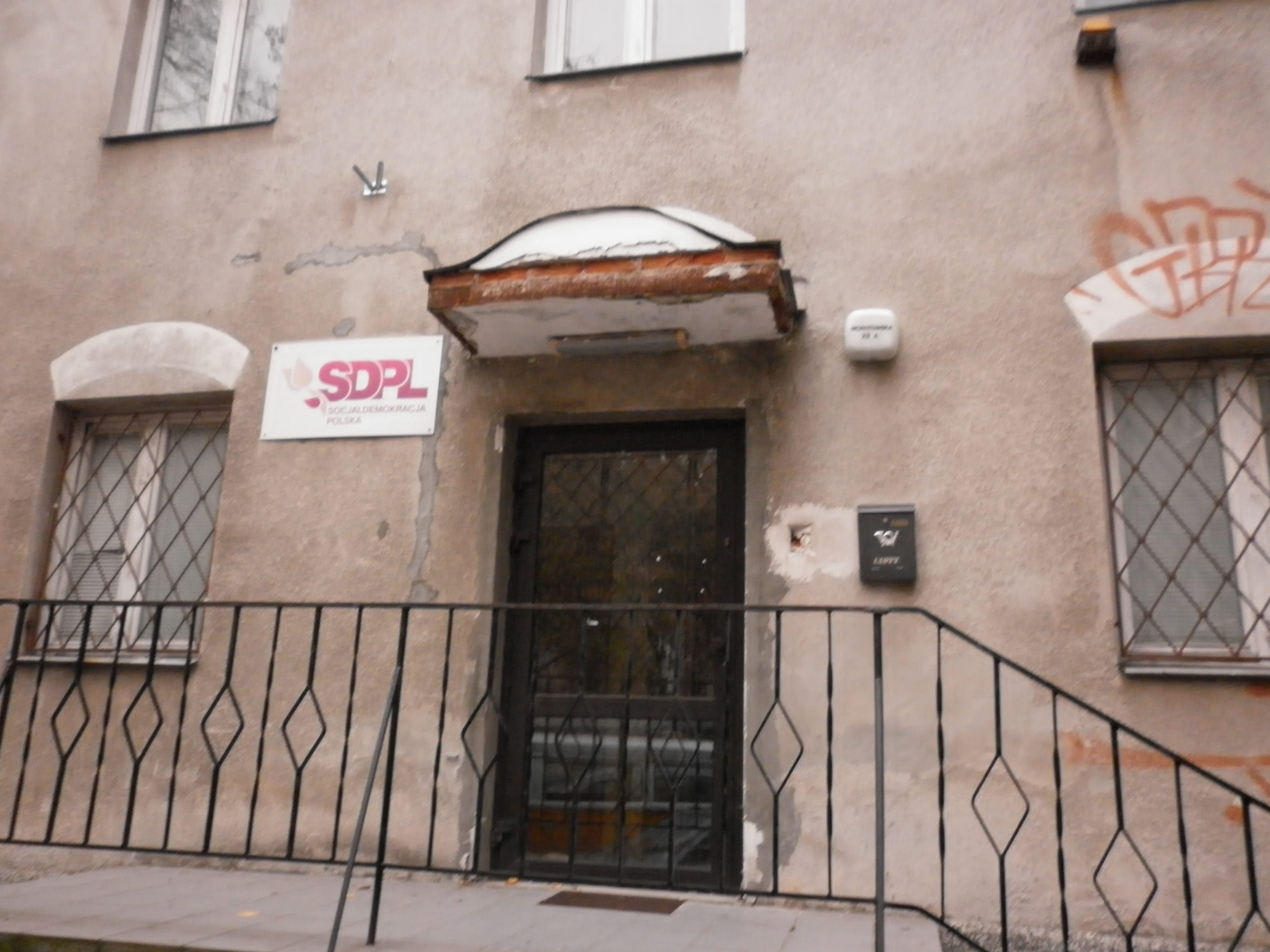
Seu de la socialdemocràcia polonesa.

Socialdemocràcia de Polònia o Partit Socialdemòcrata de Polònia (polonès: Socjaldemokracja Polska, SDPL) és un partit socialdemòcrata de Polònia fundat el 2004 com a grup dissident de l'Aliança de l'Esquerra Democràtica. No s'ha de confondre's aquest partit amb l'antic Partit Socialdemòcrata de la República de Polònia (SdRP). Al maig de 2005 el partit va arribar a un acord amb la Unió del Treball i Els Verds-2004 per a presentar-se conjuntament a les eleccions parlamentàries poloneses de 2005. El seu candidat, Marek Borowski, va obtenir el 10,3 dels vots a les eleccions presidencials poloneses.
Des de finals de 2006 forma part de la coalició Esquerra i Demòcrates, amb la qual es va presentar a les eleccions parlamentàries poloneses de 2007. Després de la dissolució de la coalició, 8 dels 10 diputats SDPL van formar un nou grup parlamentari anomenat Social Democràcia de Polònia - Nova Esquerra (Socjaldemoracja Polska - Nowa Lewica, SDPL-NL).